# Gigantohierax
Gigantohierax är ett släkte i familjen hökar inom ordningen rovfåglar. Det omfattar två arter, båda utdöda under holocen, tidigare förekommande på Kuba:
- Jättevråk (Gigantohierax suarezi)
- Herkulesvråk (Gigantohierax itchei)